# Emma Thynn, Marquesa de Bath
Emma Clare Thynn, Marquesa de Bath (nascida McQuiston; nascida em 26 de março de 1986), frequentemente conhecida como Emma Weymouth é uma socialite e modelo britânica. Ela é casada com Ceawlin Thynn, 8.º Marquês de Bath. Em 2020, ela se tornou a primeira marquesa negra da história britânica.

## Início da vida e educação
Thynn nasceu a 26 de março de 1986, em Londres, filha de pai nigeriano e mãe inglesa. Seu pai, o chefe Oladipo Jadesimi, é um bilionário nigeriano do petróleo que é o presidente executivo da Lagos Deep Offshore Logistics Company e é titular do sistema de chefia nigeriano, enquanto a mãe, Suzanna McQuiston, é uma socialite inglesa. Devido a um caso entre os seus pais, o pai não morava com a família, mas ela relatou ter um relacionamento positivo com ele.
Ela tem vários meio-irmãos, incluindo Amy Jadesimi.
Emma cresceu em South Kensington. Ela frequentou o University College London para estudar história da arte. Após a universidade, ela estudou atuação clássica na Academia de Música e Arte Dramática de Londres.

## Carreira
Após o casamento, ela se tornou castelã da propriedade e do parque de safári de Longleat. Lá, ela fundou a marca de alimentos e estilo de vida Emma's Kitchen. Ela foi apresentada ao lado do marido em All Change at Longleat, um documentário de três partes filmado em 2014 e transmitido pela BBC One em setembro de 2015.
Em 2017, ela foi embaixadora da marca Fiorucci. Ela também foi modelo para Dolce & Gabbana, desfilando na Harrods.
Em fevereiro de 2018, Thynn começou a trabalhar como editora de moda na Vogue britânica. Ela também é editora colaboradora do HuffPost.
Ela administrava um negócio chamado Emma's Kitchen, que vendia produtos de panificação e utensílios domésticos e organizava demonstrações de receitas em Longleat, especificamente na padaria vitoriana no porão da propriedade.
A partir de setembro de 2019, ela foi uma concorrente na 17ª temporada do programa de televisão da BBC Strictly Come Dancing, em parceria com o dançarino profissional Aljaž Škorjanec. O casal foi eliminado na sétima semana. Ela se envolveu em uma controvérsia eleitoral depois de um funcionário da Longleat House se ofereceu para pagar os votos dos colegas em seu apoio.
Em 18 de setembro de 2021, ela foi uma concorrente ao lado de Lauren Steadman no especial de celebridades "Strictly" de Pointless; a sua dupla foi a primeira a ser eliminada do episódio.
Em agosto de 2024, Thynn participou da décima nona temporada do Celebrity MasterChef na BBC One, onde foi eliminada no terceiro episódio.
Como castelã, Emma tem se envolvido ativamente com o legado da Longleat House e nos esforços de monetização para garantir a sua sustentabilidade para as gerações futuras. Estas iniciativas foram originalmente iniciadas pelo avô de Ceawlin, Henry, que abriu Longleat ao público e estabeleceu o primeiro parque de safári fora da África.

## Casamento e descendência
Emma conheceu Ceawlin quando ela tinha quatro anos e ele 16, no casamento do seu meio-irmão Iain McQuiston com a tia de Ceawlin, Lady Silvy. Nas duas décadas seguintes, eles viam-se apenas ocasionalmente em grandes reuniões familiares.
Emma e Ceawlin Thynn casaram-se em 8 de junho de 2013. Após o casamento, ela se tornou Viscondessa de Weymouth. O casamento em 2013 chamou a atenção pela ausência dos sogros. Foi relatado que Lady Bath não compareceu, com alguns especulando que ela sentiu que o casamento afetaria a herança da família.
Emma tornou-se o primeiro membro da aristocracia britânica a ter um filho através de gestação de substituição, após aconselhamento médico indicar potenciais riscos para a sua saúde durante a gravidez. Emma e o seu marido, Ceawlin Thynn, deram as boas-vindas ao seu filho, Henry Thynn, numa clínica privada nos Estados Unidos. O casal, que já tinha um filho de dois anos, John, optou pela gestação de substituição depois de Emma ter sido diagnosticada com uma hemorragia cerebral e um distúrbio na glândula pituitária durante a sua primeira gravidez. Os médicos alertaram que uma segunda gravidez poderia representar sérios riscos para a sua saúde. A condição causou dores significativas e levou à realização de uma cesariana para o parto do bebé.
Quando o seu marido sucedeu ao pai como Marquês de Bath, ela se tornou a primeira marquesa negra da história britânica.